# Гергер
Гергер е град във вилает Адъяман в Турция. Той е седалище на околия Гергер. Населен е главно от кюрди от различен племенен произход и има население от 2753 към 2021 г. Кмет е Еркан Аксой (ПСР). 

## История
Според изданието The Geographical Journal през 1896 г. Гергер има 750 жители, повечето от които са кюрди, с изключение на няколко османски служители и няколко арменци.
През 2018 г. археолозите откриват пещера, използвана по време на религиозни церемонии от християните през византийския период.